# シシニウス (ローマ教皇)
シシニウス（Sisinnius, 650年? - 708年2月4日）は、第87代ローマ教皇（在位：708年1月15日 - 2月4日）。

## 生涯
出身はシリアと伝わる。先代のヨハネス7世が707年10月18日に死去したため、3か月の使徒座空位期間を経て708年1月15日に跡を継いだとされる。しかしすでに高齢だった上に痛風を患って自ら食事をとることもできなかった。結局、在位わずか21日で急死した。
在位期間は短かったが優れた品性の持ち主であり、市民のことを気にかけていたという。数少ない在位中の功績としては、コルシカ監督の授任が挙げられる。また、ローマの壁をところどころ修復するための石灰を用意するよう指示したとされる。シシニウスが計画した壁の修復事業はグレゴリウス2世が実行に移した。
シシニウスは旧サン・ピエトロ大聖堂に埋葬され、教皇位は2か月足らずのうちにコンスタンティヌスが引き継いだ。コンスタンティヌスもシリアの出身であり、シシニウスの弟であると考えられる。